# أسامة السعيدي
أسامة السعيدي (بالهولندية: Oussama Assaidi) لاعب كرة قدم مغربي من مواليد بني بوغفار في 15 أغسطس 1988 يلعب لأهلي دبي الإماراتي الذي انتقل إليه من نادي ستوك سيتي الذي كان معاراً له من نادي ليفربول، بدأ مسيرته مع نادي أومنيورد الهولندي موسم 2007-2008 قبل أنتقاله إلى نادي دي غرافشاب والذي لعب له موسم 2008-2009 وشارك معه في 17 مباراة سجل 6 أهداف، ولعب لنادي هيرينفين من 2009 حتى 2012 في 79 مباراة في الدوري الهولندي وسجل 20 هدفاً، وفي سنة 2012 انتقل إلى نادي ليفربول الإنجليزي، كما أنه يلعب مع المنتخب المغربي الذي خاض معه أول مباراة دولية وكانت ودية ضد منتخب النيجر يوم 9 فبراير 2011.

## مسيرته الكروية
لعب أسامة السعيدي خلال مسيرته الاحترافية مع 7 أندية في ستة عشر موسمًا وسجل خلالها 43 هدفًا ضمن 219 مباراة. ولم يفز بأي موسم بالكأس وفاز في موسم واحد بالدوري.
خاض أسامة السعيدي مسيرته مع المير سيتي في موسم 2006–07 ولمدة موسمين، مشاركًا في 36 مباراة سجل خلالها 3 أهداف. ثم انتقل إلى نادي دي غرافشاب في موسم 2008–09 ولمدة موسمين، حيث شارك في 17 مباراة سجل خلالها 6 أهداف. لينتقل بعدها إلى نادي هيرنفين في موسم 2009–10 ليلعب معه أربعة مواسم، مشاركًا في 79 مباراة سجل خلالها 20 هدف. ثم انتقل إلى نادي ليفربول في موسم 2012–13 لمدة موسم واحد، مشاركًا في 4 مباريات ولم يسجل أي هدف. هذا وانتقل لاحقًا إلى نادي ستوك سيتي في موسم 2013–14 ولمدة موسمين، مشاركًا في 28 مباراة سجل خلالها 4 أهداف. ثم انتقل بعدها إلى نادي شباب الأهلي في موسم 2014–15 ولمدة موسمين، مشاركًا في 14 مباراة سجل خلالها 3 أهداف. ليعود وينتقل من جديد، لكن هذه المرة إلى نادي تفينتي أنشخيدة في موسم 2016–17 واستمر معه طيلة ثلاثة مواسم، مشاركًا في 41 مباراة سجل خلالها 7 أهداف.

## إحصائيات عامة
- لعب لنادي هيرينفين في جميع المسابقات (الدوري الهولندي - كأس هولندا - الدوري الأوروبي) في 93 مقابلة (79 في الدوري - 7 في الكأس - 7 في الدوري الأوروبي) وسجل 22 هدفاً (20 في الدوري - 1 في الكأس - 1 في الدوري الأوروبي)
- سجل أول هدف دولي مع المنتخب المغربي في 4 يونيو 2011 في شباك المنتخب الجزائري ضمن إقصائيات كأس أمم أفريقيا 2012 في المباراة التي انتهت بتفوق الأسود 4-0.

## روابط خارجية
- أسامة السعيدي على موقع الاتحاد الأوربي (الإنجليزية)
- أسامة السعيدي على موقع قاعدة بيانات كرة القدم.إي يو (الإنجليزية)
- أسامة السعيدي على موقع ناشيونال فوتبول تيمز (الإنجليزية)
- أسامة السعيدي على موقع Soccerbase.com (لاعب) (الإنجليزية)
- أسامة السعيدي على موقع Soccerway.com (الإنجليزية)
- أسامة السعيدي على موقع عالم كرة القدم.نت (الإنجليزية)
- أسامة السعيدي على موقع كووورة
- أسامة السعيدي على موقع AS.com (الإسبانية)